# 渡良瀨溪谷鐵道WKT-510型柴聯車
渡良瀨溪谷鐵道WKT-510型柴聯車（日语：／ Watarase Keikoku Tetsudō WKT-510-gata kidōsha）是渡良瀨溪谷鐵道的渡良瀨溪谷線使用的通勤型柴聯車，並分別在2013年4月6日及2016年投入使用。

## 概要
由於JR東日本的足尾線在1989年轉變成由第三部門鐵道渡良瀨溪谷鐵道營運的渡良瀨溪谷線，而當時該公司擁有的渡良瀨溪谷鐵道Wa 89-100型101號柴聯車因車體老舊需要汰換，因此渡良瀨溪谷鐵道決定引進新型的WKT-510型柴聯車，並且分別在2013年和2016年各製造一輛。

## 規格與構造
本型車以新潟運輸系統製造的NDC為基礎進行設計，其結構與渡良瀨溪谷鐵道WKT-500型柴聯車幾乎相同。本型車的乘務員室設置在車頭左邊，並配備可進行一人控制的相關設備。車體兩側皆設有6面寬度1280mm的窗戶，其中靠近車頭與車位的窗戶下半部可往上滑動，其餘皆為固定式的窗戶。由於本型車會與WKT-500型連結運轉，因此其塗裝採用與舊有車輛相同的紅銅色；而窗戶周圍搭配著象徵彩虹的紅色與橘色，其正下方則塗上金色的條紋。車廂內配備8組供4個人坐的半對向式座椅，地板則添加防滑處理。而本型車也在朝向間藤站方向的駕駛室右側設置擺放輪椅的專用空間。